# Червь (фильм)
«Червь» — российский фильм режиссёра Алексея Мурадова. В 2006 году картина участвовала в основном конкурсе Московского международного кинофестиваля.

## Содержание
Сергей Кургузов в 34 года получил звание полковника. Сообщая об этом отцу, подполковнику в запасе, он не выглядит радостным. На следующее утро он сбегает. У Кургузова нет места, где бы он мог спрятаться. Он путешествует по стране — в поездах, на попутных машинах, без какой-либо конкретной цели. Его задача — сделать так, чтобы его не нашли как можно дольше.

## В ролях
- Сергей Шнырёв — Сергей
- Вадим Демчог — Дон Мук
- Дмитрий Персин — Старший
- Александр Наумов — отец Сергея
- Галина Данилова — мать Сергея
- Софья Ледовских — сестра Сергея
- Анна Артемчук — Люся в детстве
- Михаил Заярин — Сергей в детстве
- Тамара Спиричева — бабушка Инги
- Игорь Воробьёв — Дядя Толя